# 陶尔 (勃兰登堡州)
陶尔（德語：Tauer）是德国勃兰登堡州的市镇，隶属于施普雷-奈瑟县，总面积为42.22平方千米，截至2023年12月31日总人口为685人。